# Maria Messina
Maria Messina (Palermo, 14 marzo 1887 – Pistoia, 19 gennaio 1944) è stata una scrittrice italiana.
Era zia di Annie Messina (figlia del fratello di Maria, Salvatore).

## Biografia
Nacque a Palermo da Gaetano, ispettore scolastico, e Gaetana Valenza Trajna, discendente di una famiglia baronale di Prizzi. Cresciuta a Messina, trascorse un'infanzia isolata, con i genitori e il fratello. Durante l'adolescenza, viaggiò molto nel Centro e Sud dell'Italia, per via dei continui spostamenti del padre, finché, nel 1911, la sua famiglia si stabilì a Napoli. Maria Messina si autoeducò e fu, in seguito, incoraggiata dal fratello maggiore a iniziare una carriera come scrittrice.
All'età di ventidue anni, iniziò una fitta corrispondenza con Giovanni Verga, e tra il 1909 e il 1921, pubblicò una serie di racconti. Grazie all'appoggio di Verga, inoltre, una sua novella, Luciuzza, uscì nel 1914 sull'importante rivista letteraria "Nuova Antologia"; un'altra, La Mèrica, uscita nel 1912 su "La Donna", vinse il premio Medaglia d'Oro.
Intrattenne una fitta corrispondenza anche con altre personalità del tempo, come l'editore fiorentino Enrico Bemporad e il poeta e critico siciliano Alessio Di Giovanni. In totale, produsse diverse raccolte di novelle, cinque romanzi e una selezione di letture per bambini, che le diedero un notevole prestigio. Di un certo valore sono stati i suoi contributi nelle riviste e il suo articolo, Inchiesta su Verga, in un volume collettaneo del 1929, Studi verghiani, a cura di Lina Perroni. Nel 1928 uscì il suo ultimo romanzo, L'amore negato, mentre la sclerosi multipla, che le era stata diagnosticata a vent'anni, si stava complicando. Maria Messina morì, a Pistoia, nel 1944, resa totalmente invalida da questa malattia.
Visse molti anni a Mistretta, città in provincia di Messina, nel cuore dei monti Nebrodi, dove ambientò molti suoi racconti. Le sue spoglie mortali, assieme a quelle della madre, sono state traslate, il 24 aprile 2009, proprio a Mistretta, considerata come una sua seconda patria. Maria Messina è divenuta "cittadina onoraria" dell'antica "capitale" dei Nebrodi.
Dopo la morte prematura, il suo nome cominciò pian piano a essere dimenticato e i suoi libri ad andare fuori catalogo.
Soltanto nel 1980 venne riscoperta da Leonardo Sciascia, cosicché numerose opere di Maria Messina sono state ripubblicate da Sellerio dal 1981 al 2009. Successivamente le opere della scrittrice palermitana sono tornate in libreria grazie a Salvatore Asaro, massimo esperto della narrativa messiniana, il quale nel 2017 ne ha fatto ristampare per le Edizioni Croce i romanzi Alla deriva, con la prefazione della scrittrice Elena Stancanelli, Le pause della vita, Primavera senza sole e Un fiore che non fiorì.
Maria Messina è annoverata tra le scrittrici più importanti della storia della letteratura italiana del primo Novecento; è quindi censita in Le autrici della letteratura italiana.

## La scrittura
La scrittura di Maria Messina si concentrò soprattutto sulla cultura siciliana, avendo, come temi principali, l'isolamento e l'oppressione delle giovani donne siciliane. Inoltre, la sua scrittura si focalizzò sulla dominazione e sottomissione inerenti alle relazioni sentimentali tra uomini e donne. Uno dei suoi romanzi più conosciuti, La casa nel vicolo, segnò un punto di svolta verso la descrizione delle condizioni psicologiche: nella sua narrazione, Messina descrisse l'oppressione delle donne come inevitabile e ciclica e, a causa di ciò, alcuni sostengono che non fu una femminista. Ciononostante, le donne che ritrasse furono la rappresentazione di potenti dichiarazioni di atteggiamento di sfida.

## Opere

### Novelle
- Pettini fini e altre novelle, Palermo, Sandron, 1909; Palermo, Sellerio, 1996.
- Piccoli gorghi, Palermo, Sandron, 1911; Palermo, Sellerio, 1988.
- Le briciole del destino, Milano, Treves, 1918; Palermo, Sellerio, 1996.
- II guinzaglio, Milano, Treves, 1921; Palermo, Sellerio, 1996.
- Personcine, Milano, A. Vallardi, 1921; Palermo, Sellerio, 1999.
- Ragazze siciliane, Firenze, Le Monnier, 1921; Palermo, Sellerio, 1997.
- Casa paterna (1944), Palermo, Sellerio, 1981 (con una nota di Leonardo Sciascia).
- Gente che passa, Palermo, Sellerio, 1989.
- Dopo l'inverno, a cura di Roswitha Schoell-Dombrowsky, Palermo, Sellerio, 1998.
- Ciancianedda e altre novelle amastratine, introduzione e cura di Filippo Giordano, Youcanprint, Tricase (Lecce) 2017.
- Tutte le novelle, introduzione e cura di Antonio Di Silvestro, Edizioni Croce, Roma, 2020.

### Romanzi
- Alla deriva, Milano, Treves, 1920; prefazione di Elena Stancanelli, Roma, Edizioni Croce, 2017.
- Primavera senza sole, Napoli, Giannini, 1920; Roma, Edizioni Croce, 2017, introduzione e cura di Salvatore Asaro.
- La casa nel vicolo, Milano, Treves, 1921; Palermo, Sellerio, 1982.
- Un fiore che non fiorì, Milano, Treves, 1923; Roma, Edizioni Croce, 2017, prefazione e cura di Salvatore Ferlita, cronologia bio-bibliografica di Salvatore Asaro.
- Le pause della vita, Milano, Treves, 1926; Roma, Edizioni Croce, 2017.
- L'amore negato, Milano, Ceschina, 1928; Palermo, Sellerio, 1993.

### Letteratura per l'infanzia
- I racconti di Cismè, Palermo, Sandron, 1912.
- Pirichitto, Palermo, Sandron, 1914.
- I figli dell'uomo sapiente, illustrazioni di Yambo, Ostiglia, La Scolastica, 1915; Milano, Mondadori, 1939.
- Cenerella, Firenze, Bemporad, 1918.
- II galletto rosso e blu e altre storielle, Palermo, Sandron, 1921.
- II giardino dei Grigoli, Milano, Treves, 1922.
- I racconti dell'Avemmaria, Palermo, Sandron, 1922.
- Storia di buoni zoccoli e di cattive scarpe, Firenze, Bemporad, 1926.

### Altro
- Un idillio letterario inedito verghiano: lettere inedite di Maria Messina a Giovanni Verga, a cura di Giovanni Garra Agosta, introduzione di Concetta Greco Lanza, Catania, Greco, 1979.